# Currie Cup 1974
La Currie Cup de 1974 fue la trigésimo sexta edición del principal torneo de rugby provincial de Sudáfrica.
El campeón fue el equipo de Northern Transvaal quienes obtuvieron su séptimo campeonato.

## Participantes

### Fase Final
| Equipo             | Título            |
| ------------------ | ----------------- |
| Transvaal          | Ganador Sección A |
| Northern Transvaal | Ganador Sección B |
| Eastern Province   | Ganador Sección C |
| Orange Free State  | Ganador Sección D |

### Semifinal
| 1974 | Northern Transvaal | 30 - 6 | Orange Free State |  |  |

| 1974 | Transvaal | 30 - 6 | Eastern Province |  |  |

### Final
| 1974 | Northern Transvaal | 17 - 15 | Transvaal | Pretoria, |  |

### Campeón
| Bandera de Sudáfrica       |
| Campeón Northern Transvaal |
| Séptimo título             |